# Joseph Brunet (homme politique canadien)
Pour les articles homonymes, voir Brunet et Joseph Brunet (homonymie).
Joseph Brunet (né le 26 novembre 1834 et mort le 17 avril 1904) est un homme d'affaires et homme politique fédéral du Québec.

## Biographie
Né à Saint-Vincent-de-Paul dans la région de Laval au Bas-Canada, Joseph Brunet députa sa carrière politique en devenant conseiller municipal de la ville de Montréal de 1872 à 1877 et de 1886 à 1902.
Il devient ensuite député libéral à l'Assemblée législative du Québec lors des élections de 1890 à titre de représentant de la circonscription de Montréal no 2. Défait lors des élections de 1892, il se tourne vers la politique fédérale en devenant député du Parti libéral du Canada dans la circonscription de Saint-Jacques lors d'une élection partielle en 1902. Cette dernière élection fut déclarée nulle en 1902.
Il décède à Montréal à l'âge de 69 ans.